# Wolfgang Kroll

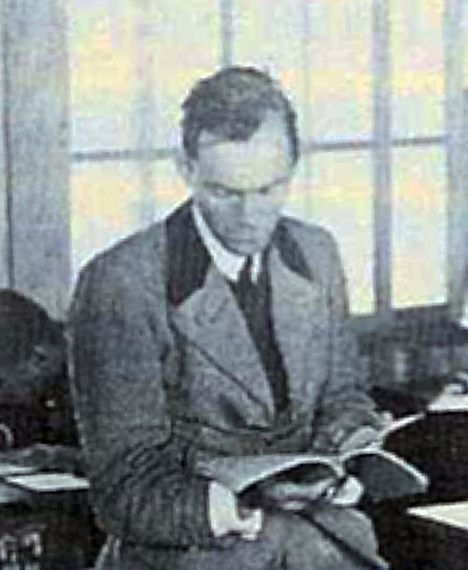
Kroll beim Unterricht in Taipei

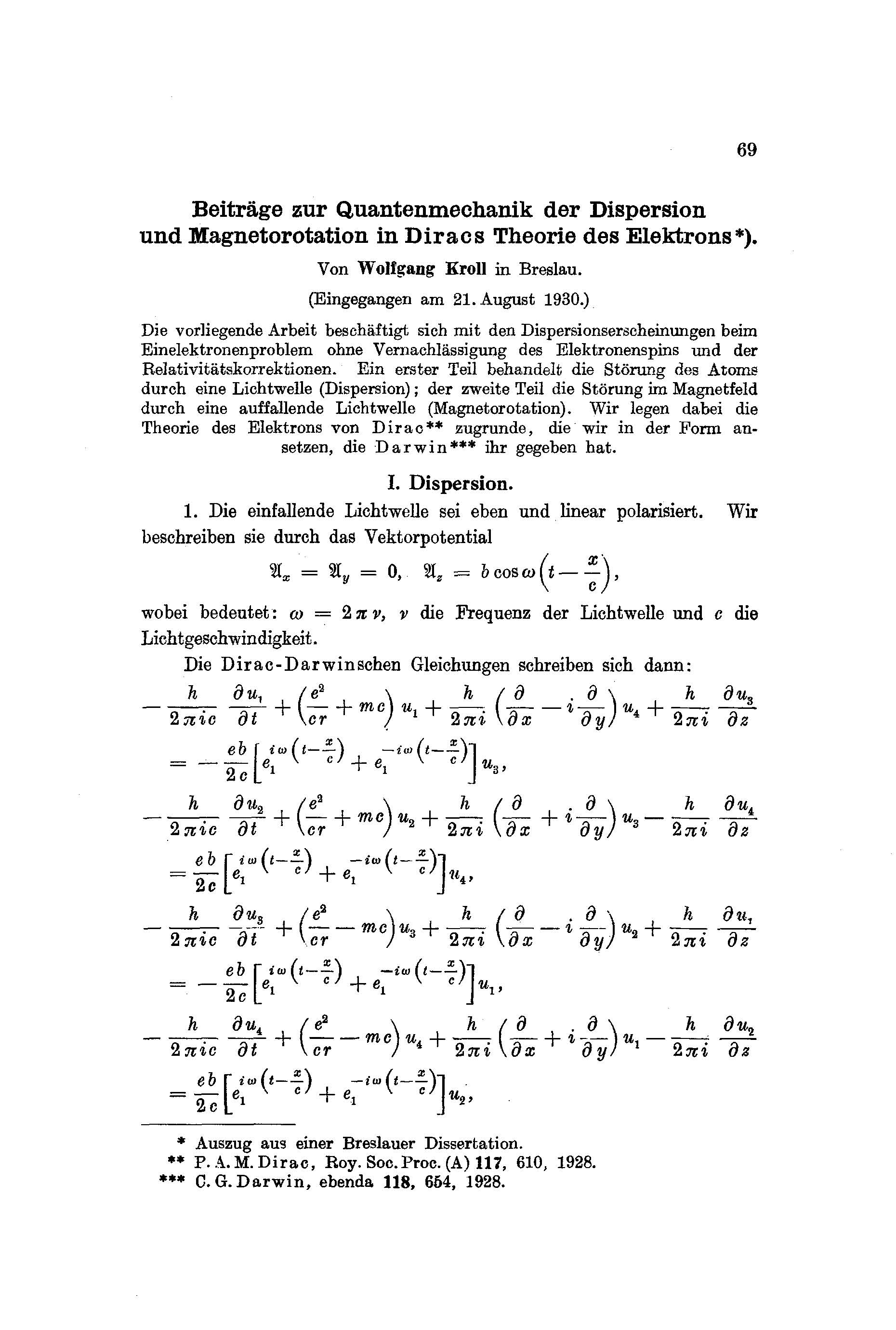
Erste Seite der Dissertation Krolls

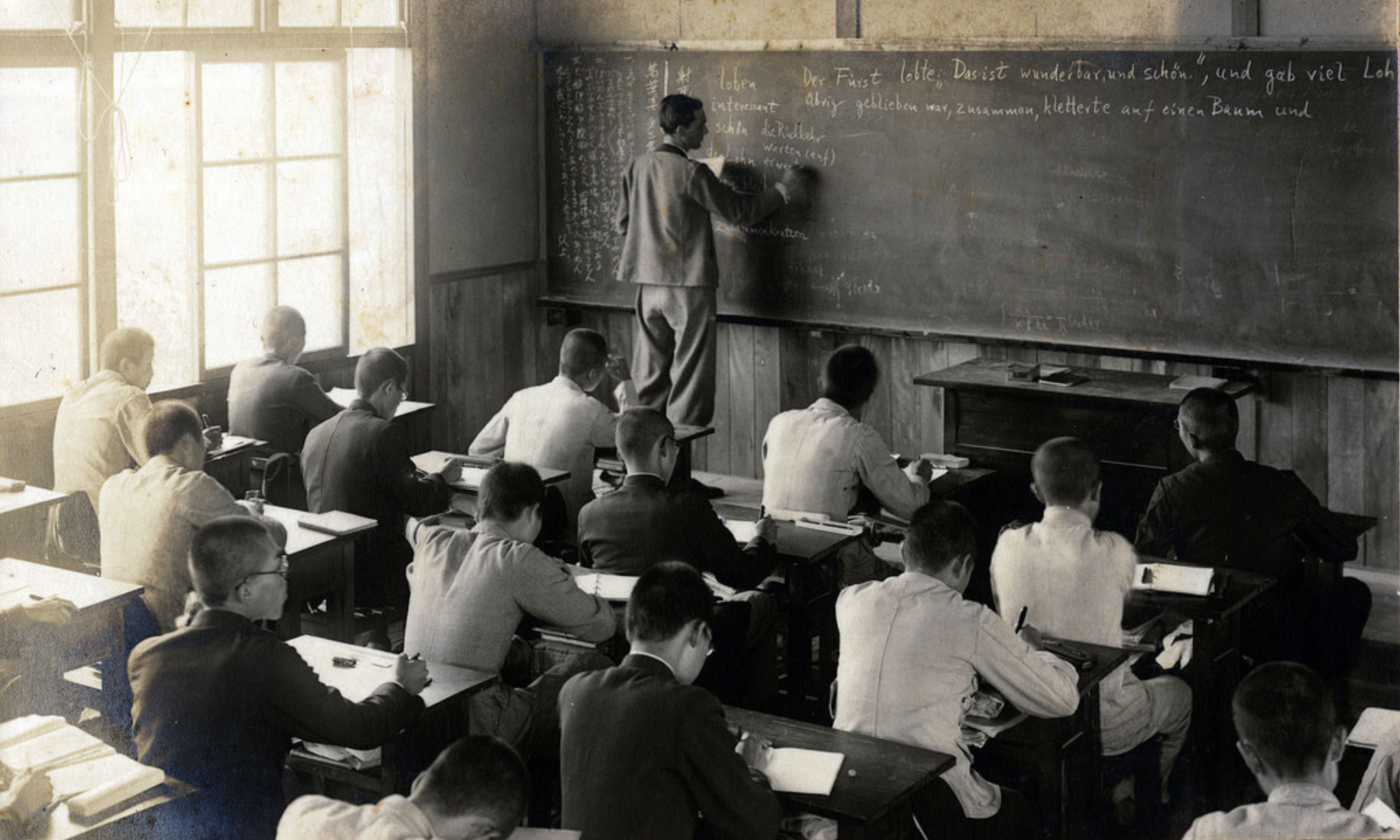
Sprachunterricht an der Kaiserlichen Universität Taihoku (ca. 1943)

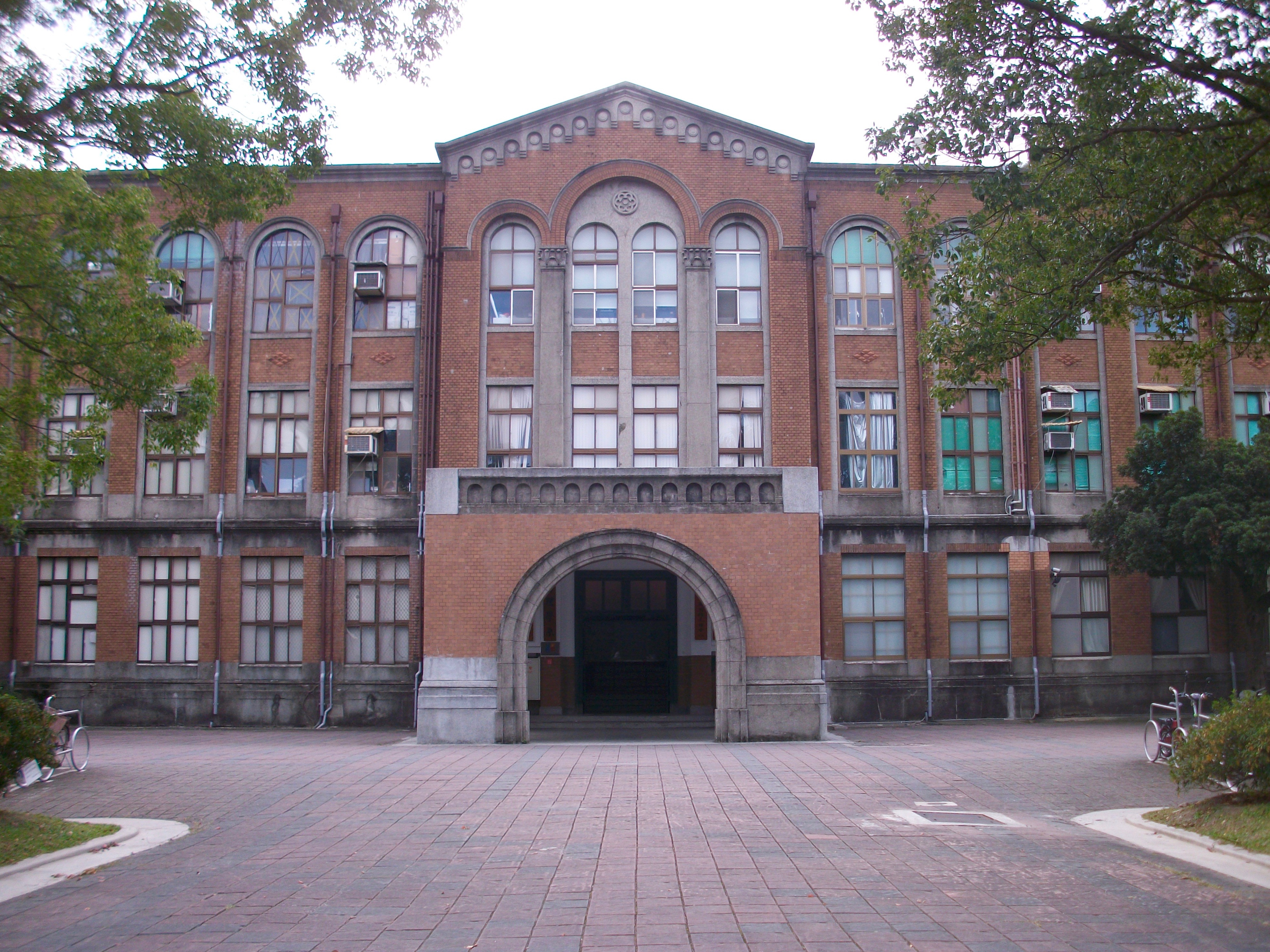
Das 1931 errichtete Gebäude für Physik (heute Nationaluniversität Taiwan)

Wolfgang Kroll (* 21. März 1906 in Greifswald; † 28. Februar 1992 in Taipei) war ein deutscher Physiker, der nach der Machtergreifung der NSDAP nach Ostasien emigrierte, in Japan und schließlich in Taiwan lehrte.

## Leben
Krolls Vater Wilhelm Kroll war ein klassischer Philologe, der als Professor an den Universitäten Greifswald (1899–1906), Münster (1906–1913) und Breslau (1913–1935) wirkte. Sein Sohn Wolfgang nahm an der Universität Breslau ein Studium der Physik bei Fritz Reiche auf und promovierte 1930 mit einer Dissertation über Dispersionserscheinungen beim Einelektronenproblem. Die Arbeit baute auf den seinerzeit hochaktuellen Forschungen von Werner Heisenberg über die Dispersion (1925) und der berühmten Gleichung von Paul Dirac (1928) auf. Danach ging Kroll zu Heisenberg, der seit 1927 in zusammen mit dem ebenfalls renommierten Friedrich Hund Leipzig zu einem Zentrum der theoretischen Physik gemacht hatte. Zusammen mit Ramesh Majumdar, Umeda Kai, Ariyama Kanetaka, Șerban Țițeica, Heimo Dolch und Alfred Recknagel gehörte Kroll jenem Kreis um Heisenberg, der den verehrten Meister zum Nobelpreis einen Glückwunsch in Versform widmete.
Mit der Machtergreifung der NSDAP wurde die Lage jüdischer Wissenschaftler binnen Kurzem unerträglich. Nach der Verabschiedung des „Reichsgesetzes zur Wiederherstellung des Berufsbeamtentums“ (7. April 1933) mussten unliebsame Professoren, Privatdozenten und Assistenten, besonders jene jüdischer Herkunft, ihr Emeritierungsgesuch einreiche, andere wurden entlassen. Zwischen 1933 und 1935 verließen so insgesamt 68 Personen die Universität, darunter Krolls akademischer Lehrer Reiche.
Der dieser Politik und dem Regime gegenüber kritische Kroll blieb bis 1936 an Heisenbergs Institut. Nach dem in jenem Jahr abgeschlossenen deutsch-japanischen Antikominternpakt wurden auch die Bemühungen um einen engeren kulturellen und wissenschaftlichen Austausch intensiviert. Noch vor dem Abschluss des „Kulturabkommens“ (25. November 1938) begann man ein Austauschprogramm zwischen den Quantenphysikern der Universität Leipzig mit dem 1917 in Tokyo gegründeten „Physikalisch-Chemischen Institut“ (RIKEN). Dessen Direktor, der Physiker Nishina Yoshio, empfahl seinen Schüler und späteren Nobelpreisträger Tomonaga Shinichirō. Heisenberg wiederum schlug Kroll vor, der mit Ariyama Kanetaka befreundet war. Der 1925 gegründete, seit 1933 gleichgeschaltete „Akademische Austauschdienst“ (AAD, 1950 als DAAD neugegründet) lehnte Kroll jedoch wegen dessen regimekritischen Äußerungen als Repräsentant der deutschen Wissenschaft ab.
Kroll erkannte, dass er in Deutschland keine Zukunft haben würde. Neben seiner politischen Einstellung spielte möglicherweise auch der Sachverhalt eine Rolle, dass er einen jüdischen Großvater hatte. Er bat Heisenberg, der gute Beziehung zu einer Reihe japanischer Physiker unterhielt, um Vermittlung einer Stelle in Japan. Die von Heisenberg angesprochenen Institutionen scheuten jedoch wegen der zuvor ergangenen Ablehnung durch den AAD vor einer Einstellung zurück. Schließlich verschaffte man ihm eine kleine Position bei einem seiner Leipziger Gefährten, Professor Umeda Kai an der Kaiserlichen Universität Hokkaidō (heute Universität Hokkaidō). Kroll brach in großer Hast auf. Noch bevor die offizielle Einladung aus Japan in Leipzig eintraf, war er bereits unterwegs nach Fernost. Auch andere junge Physiker wie Arnold Siegert verließen im selben Jahr Leipzig.

## Sapporo
Kroll kam im Mai 1937 in Sapporo an. Von Umedas Seminar erhielt er 50 Yen pro Monat. Dazu kamen etwa der gleiche Betrag für Deutschunterricht an einer "Höheren Handelshochschule" im nahe gelegenen Otaru (heute Handelshochschule Otaru) und hin und wieder ein Entgelt für die Korrektur deutschsprachiger wissenschaftlicher Manuskripte. Noch im selben Jahr publizierte er eine Arbeit zur Theorie der Druckabhängigkeit von Leitfähigkeit und Thermokraft einwertiger Metalle. Erneute Versuche der japanischen Seite, ihm für das folgende Jahr zu einer Position im Physikalisch-Chemischen Institut RIKEN zu verhelfen, wurden in Berlin erneut blockiert.
Im zweiten Jahr erhöhte Umeda seine Entlohnung auf 100 Yen im Monat, im dritten auf 120 Yen, wobei 20 Yen für Korrekturarbeiten eingesetzt wurden. 1939 entlohnte man ihn in der Handelshochschule Otaru mit 120 Yen für seinen Sprachunterricht. Im April 1941 erhielt Kroll von Carl Friedrich von Weizsäcker einen Brief, in dem Weizsäcker ihn und japanische Kollegen einlud, Aufsätze für eine Sondernummer der Zeitschrift für Physik zu Heisenbergs 40. Geburtstag beizutragen.
Im selben Jahr verließ Kroll aus nicht geklärten Gründen das hoch im Norden Japans liegende Sapporo und siedelte in das subtropische Taiwan über, das seit 1895 unter japanischer Herrschaft stand.

## Taipei
In Taipei schlug er sich zunächst mit Deutschunterricht für Medizinstudenten an der 1928 gegründeten Kaiserlichen Universität Taihoku durch. Im Oktober 1945, nur wenige Monate nach der Kapitulations Japans, wurde die Insel der Republik China und damit der Kuomintang unter General Chiang Kai-shek unterstellt. Nach der Einrichtung einer Provinzverwaltung für die nunmehr chinesische Provinz Taiwan überführte man die Kaiserliche Universität Taihoku in die Nationaluniversität Taiwan. 1946 richtete man dort eine Abteilung für Physik ein, und Kroll wurde eine Stelle als permanentes Fakultätsmitglied angeboten. Bis 1970 war er der einzige Physikprofessor mit einem Doktortitel.
Kroll machte keinerlei Anstrengungen, Chinesisch zu lernen, hatte sich aber im Laufe der Jahre gute Japanischkenntnisse angeeignet, weshalb sein Freundeskreis auf Kollegen beschränkt blieb, die Japanisch sprachen. Nach 1946 waren die während der Kolonialzeit aufgewachsenen Studenten mit der japanischen Sprache bestens vertraut. Hierauf folgte eine Phase, in der das Japanische verschwand, die Englischkenntnisse aber noch dürftig waren. Seit den 60er Jahren kehrten promovierte chinesische Physiker nach einem Studium in Amerika zurück, auch erschienen erschwingliche Lehrwerke auf Englisch, und die Sprachkenntnisse der Studenten verbesserten sich beträchtlich.
1963 wurde das „Chinese Journal of Physics“ gegründet, in dem Kroll eine Reihe von Arbeiten veröffentlichte, die auf seine Kollegen und Studenten einen großen Eindruck machten, international jedoch wenig Aufsehen erregten. 1973 erschien seine letzte Publikation. Drei Jahre später wurde er nach dreißig Jahren im Dienste seiner Universität emeritiert.
Danach führte Kroll ein bescheidenes Leben. Als er um 1990 schwer erkrankte und die steigenden Lebenskosten an seinen finanziellen Reserven zehrten, trafen Spenden von ehemaligen, nun in aller Welt lebenden Schülern ein. Fünf Jahre nach seinem Tode, im August 1997, organisierte man Kroll zum Gedächtnis ein Symposium. Er hatte sich beim Aufbau akademischen Grundlagen der Physik in Taiwan während der schwierigen frühen Nachkriegszeit bleibende Verdienste erworben.
Krolls, im japanischen Stil errichtetes Haus, in dem er ein halbes Jahrhundert gelebt hatte, ging nach seinem Tode 1992 in den Besitz der Universität über und dient heute als Galerie und Café.

## Werke
- Beiträge zur Quantenmechanik der Dispersion und Magnetorotation in Diracs Theorie des Elektrons. In: Zeitschrift für Physik. 66 (1/2), 1930, S. 69–108.
- Zur Theorie der Druckabhängigkeit von Leitfähigkeit und Thermokraft der einwertigen Metalle. In: Journal of the Faculty of Science. Hokkaido Imperial University, Ser. 2, Physics 1 (10), 1937, S. 289–293 (Digitalisat).
- mit Tomiyuki Toya, Kwai Umeda: Zur Wärmeleitung einwertiger Metalle. In: Scientific Papers of the Institute of Physical and Chemical Research. 39, 1941, S. 41–43.
- Electronic Contribution to the Specific Heat of Metals in a Magnetic Field. In: Chinese Journal of Physics. 1, Nr. 1, 1963, S. 21–23.
- mit Kai-Yuan Chung: The van Alphan-de Haas Effect for Bound Electrons. In: Chinese Journal of Physics. 1, Nr. 2, 1963, S. 49–58.
- The Iris-Loaded Wave Guide as a Boundary Value problem. In: Chinese Journal of Physics. 2, Nr. 2, 1964, S. 63–67.
- The Iris-Loaded Wave Guide as a Boundary Value Problem II. In: Chinese Journal of Physics. 3, Nr. 1, 1965, S. 10–15.
- The Iris-Loaded Wave Guide as a Boundary Value Problem III. In: Chinese Journal of Physics. 3, Nr. 2, 1965, S. 98–102.
- Supplement to the Iris-Loaded Wave Guide as a Boundary Value Problem III. In: Chinese Journal of Physics. 4, Nr. 1, 1966, S. 32–34.
- Series-Expansions for Functions Satisfying Some Integral-Equations. In: Chinese Journal of Physics. 5, Nr. 2, 1967, S. 86–99.
- Solution of A Dual Integral Equation. In: Chinese Journal of Physics. 11, Nr. 1, 1973, S. 49–56.